# Acacia robeorum
Acacia robeorum är en ärtväxtart som beskrevs av Bruce R. Maslin. Acacia robeorum ingår i släktet akacior, och familjen ärtväxter. Inga underarter finns listade i Catalogue of Life.